# Lathromeroidea multidenta
Lathromeroidea multidenta is een vliesvleugelig insect uit de familie Trichogrammatidae. De wetenschappelijke naam is voor het eerst geldig gepubliceerd in 2008 door Hu, Lin & Kim.